# Paul O'Donovan
Paul O'Donovan (Lisheen, 19 aprile 1994) è un canottiere irlandese, campione olimpico nel due di coppia pesi leggeri ai Giochi olimpici di Tokyo 2021 e Parigi 2024  e vicecampione a Rio de Janeiro 2016. È stato plurime volte campione iridato e continentale nel singolo e nel due di coppia pesi leggeri.

## Biografia

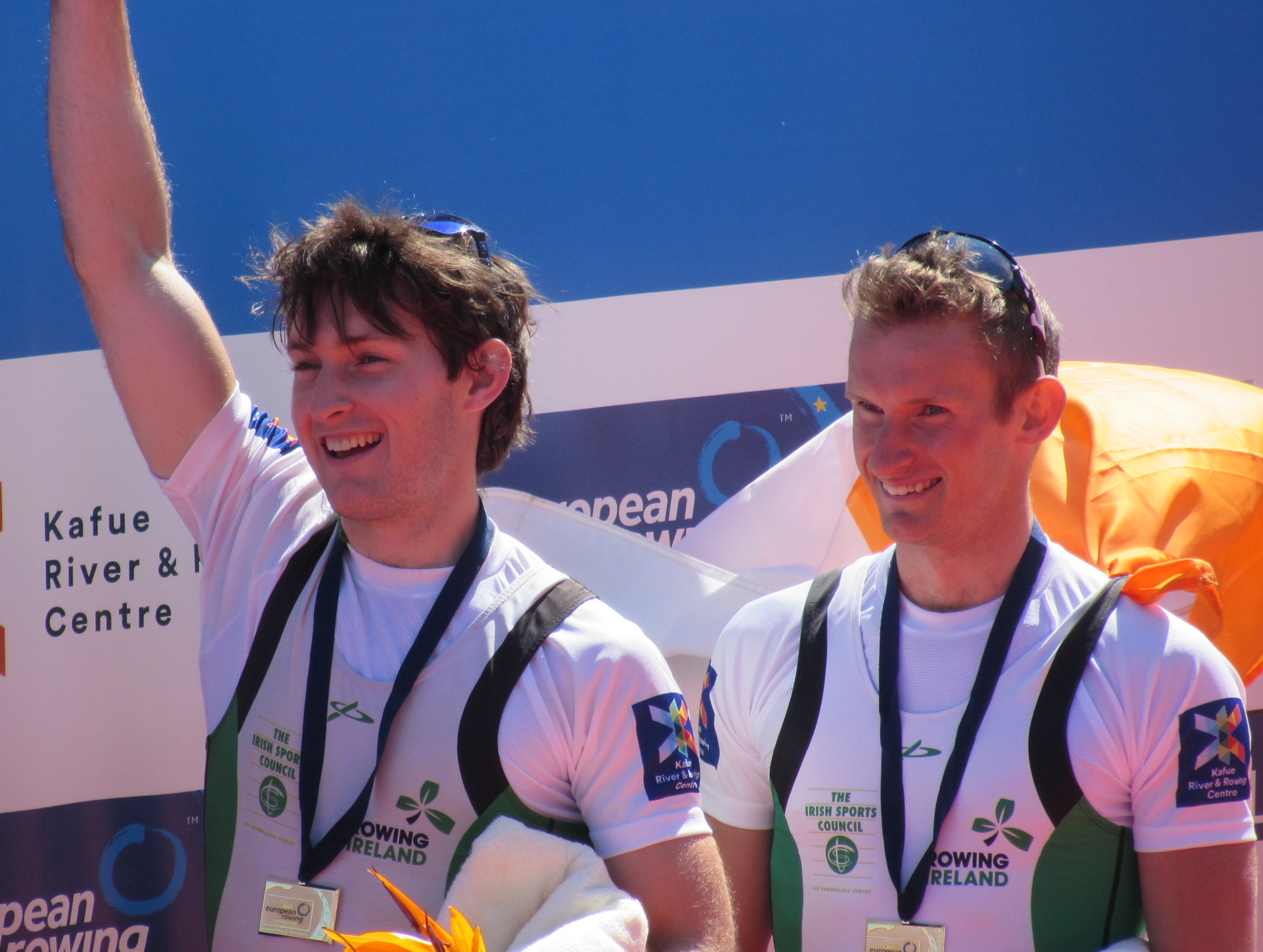
Paul O'Donovan con il fratello Gary nel 2016.

È fratello minore di Gary O'Donovan, anche lui canottiere di caratura internazionale.
Ha rappresentato l'Irlanda ai Giochi olimpici estivi Rio de Janeiro 2016 insieme al fratello Gary, con cui ha vinto l'argento nel 2 di coppia pesi leggeri.
Ai campionati mondiali di Linz-Ottensheim 2019 ha vinto la medaglia d'oro nel due di coppia pesi leggeri, remando con il connazionale Fintan McCarthy.
Ha fatto la sua seconda apparizione olimpica a Tokyo 2020, dove ha vinto l'oro nel due di coppia pesi leggeri, con Fintan McCarthy, precedendo sul podio le imbarcazioni di tedesca di Jonathan Rommelmann e Jason Osborne e italiana di Stefano Oppo e Pietro Ruta.
Sempre con Fintan McCarthy si è riconfermato campione iridato a Račice 2022 e Belgrado 2023 nel due di coppia pesi leggeri.

## Palmarès
- Olimpiadi

Rio de Janeiro 2016: argento nel 2 di coppia pesi leggeri.
Tokyo 2020: oro nel 2 di coppia pesi leggeri.
Parigi 2024: oro nel 2 di coppia pesi leggeri.
- Mondiali

Rotterdam 2016: oro nel singolo pesi leggeri.
Sarasota 2017: oro nel singolo pesi leggeri.
Plovdiv 2018: oro nel 2 di coppia pesi leggeri.
Linz-Ottensheim 2019: oro nel due di coppia pesi leggeri.
Račice 2022: oro nel 2 di coppia pesi leggeri.
Belgrado 2023: oro nel 2 di coppia pesi leggeri.
- Europei

Brandeburgo 2016: oro nel 2 di coppia pesi leggeri.
Račice 2017: argento nel 2 di coppia pesi leggeri.
Glasgow 2018: argento nel 2 di coppia pesi leggeri.
Varese 2021: oro nel singolo pesi leggeri.
Monaco di Baviera 2022: oro nel singolo pesi leggeri.
- Campionati del mondo di canottaggio U23

Linz 2013: bronzo nel singolo pesi leggeri.